# Paylue
Paylue är en klan i Liberia.   Den ligger i regionen Sinoe County, i den sydöstra delen av landet, 270 km sydost om huvudstaden Monrovia.